# Der Wettlauf zum Südpol
Der Wettlauf zum Südpol ist eine gemeinschaftliche Fernsehproduktion von ZDF und ORF, die, in Anlehnung an den historischen Wettlauf zwischen Roald Amundsen und Robert Falcon Scott, zwischen 8. Dezember und 30. Dezember 2010 produziert wurde.

## Hintergrund
Organisiert wurde die Durchführung von der britischen Outdoorfirma Extreme World Races, die ähnliche Touren auch schon für eine Filmproduktion des BBC sowie für Privatkunden durchgeführt hat. Das Auswahlverfahren des Österreichischen Teams wurde mit Unterstützung des Bundesheeres durchgeführt.

## Ablauf
Ein österreichisches und ein deutsches Team, bestehend aus je zwei Prominenten und zwei in einem Auswahlverfahren durch die Sender aus 9000 Bewerbern ausgewählten Teilnehmern, traten gegeneinander in der Antarktis an. Ziel war es, eine 400 Kilometer lange Strecke zum Südpol als schnellstes Team zu bewältigen. Die Teams wurden während des Wettlaufs von Kameras begleitet, das Ergebnis wurde anschließend in zwei Fernsehserien auf ORF eins und ZDF im Stil einer Doku-Soap ausgestrahlt. Ausgangspunkt war die 2140 km vom Südpol entfernte russische Station Nowolasarewskaja („Novo“), wo sich die Gruppen durch einen Fußmarsch auf das antarktische Hochland Königin-Maud-Land akklimatisierten und anschließend zum Startpunkt geflogen wurden, wo am 20. Dezember 2010 das Rennen begann.
Die Prominenten des deutschen Teams waren der Moderator Markus Lanz und der Musiker Joey Kelly, im Auswahlverfahren wurden die Marathonläuferin Claudia Beitsch und Hauptmann Dennis Lehnert als Teammitglieder bestimmt. Das österreichische Team bestand aus dem ehemaligen Skirennläufer Hermann Maier und dem Radiomoderator Tom Walek sowie den Teammitgliedern Gebirgsjäger-Wachtmeister Sabrina Grillitsch und Alexander Serdjukov, einem Hundeschlittensportler.
Obwohl der Teilnehmer Alexander Serdjukov aufgrund von Erfrierungen den Wettlauf vorzeitig beenden musste, erreichte das österreichische Team den Südpol 45 Stunden vor dem deutschen Team am 28. Dezember 2010.
Die Dokumentation des ORF wurde vom 24. Februar bis 22. März 2011 auf ORF eins ausgestrahlt. Das ZDF zeigte seine sechsteilige Dokumentation vom 6. bis 22. März 2011.

## Rezeption

### Einschaltquoten
Während die erste Folge auf ORF mit 703.000 Zuschauern in Österreich einen Marktanteil von 25 % erreichte, wurde die erste Folge der ZDF-Serie von nur 8 % des Gesamtpublikums gesehen. Das Finale auf ORF eins verfolgten 889.000 Zuschauer und damit 30 % des österreichischen Gesamtpublikums. Die zeitgleich gesendete ZDF-Sendung erreichte mit 2,79 Millionen Zuschauern einen Anteil von 8,4 %.

### Auszeichnungen
- Nominierung für den Deutschen Fernsehpreis 2011 in der Kategorie Beste Unterhaltung Doku
- Nominierung für den internationalen Emmy 2012 in der Kategorie Documentary[14]